# (4977) Раутгундис
(4977) Раутгундис (лат. Rauthgundis) — это астероид из группы главного пояса. Его открыли 24 сентября 1960 года голландские астрономы К. Й. ван Хаутен и И. ван Хаутен-Груневельд в обсерватории Паломар, а также американский астроном Том Герельс и он был назван в честь друга первооткрывателей Раутгундис Зайц (нем. Rauthgundis Seitz). 

Орбита астероида Раутгундис и его положение в Солнечной системе